# Estanyó del Querol
Estanyó del Querol är en sjö i Andorra. Den ligger i parroquian Canillo, i den nordöstra delen av landet. Estanyó del Querol ligger 2 300 meter över havet.